# Babel Fish
Babelfish – system automatycznego tłumaczenia tekstu lub stron internetowych dostępny w Internecie poprzez wyszukiwarkę AltaVista (obecnie własność Yahoo!).
Nazwa pochodzi od ryby mieszkającej w uchu i tłumaczącej obce języki, z fantastycznej serii „Autostopem przez Galaktykę” Douglasa Adamsa. Wyraz Babel występujący w nazwie Babelfish to nawiązanie do opisanej w Biblii wieży Babel.
Według sprawozdania biblijnego Bóg pomieszał języki budowniczym wieży, aby nie dopuścić do jej ukończenia.
Wcześniej ludzie mieli wspólny język. Od tego zdarzenia mówili różnymi językami i rozproszyli się po całej ziemi.